# Telmatoscopus neglectus
Telmatoscopus neglectus är en tvåvingeart som beskrevs av Satchell 1953. Telmatoscopus neglectus ingår i släktet Telmatoscopus och familjen fjärilsmyggor. Inga underarter finns listade i Catalogue of Life.